# باننگون
باننگون (به فرانسوی: Bannegon) یک کمون در فرانسه است که در Canton of Charenton-du-Cher واقع شده‌است.

## خصوصیات
باننگون ۲۱٫۰۸ کیلومترمربع مساحت و ۲۷۰ نفر جمعیت دارد و ۲۰۰ متر بالاتر از سطح دریا واقع شده‌است.